# 狗神 (电影)
《狗神》（英語：Dogman）是2023年上映的法国動作劇情片，采用英语发音，由吕克·贝松执导，卡賴伯·蘭里·瓊斯、乔乔·T·吉布斯、克里斯托弗·德纳姆、格蕾丝·帕尔玛和亚历山大·塞蒂内里主演，讲述一位住在美国新泽西州的男子被父亲虐待和爱犬的故事。
电影于2023年8月31日在第80屆威尼斯影展首映，入选争夺金獅獎的主竞赛单元。阿波罗电影发行和欧罗巴影业负责电影在法国发行的工作，定档2023年9月27日上映。

## 演员
- 卡賴伯·蘭里·瓊斯飾演道格拉斯（Douglas）
- 乔乔·T·吉布斯（英语：Jojo T. Gibbs）[3]飾演伊芙琳（Evelyn）
- 克里斯托弗·德纳姆（英语：Christopher Denham）飾演阿克曼（Ackerman）
- 克莱门斯·希克（英语：Clemens Schick）飾演麥克·蒙羅（Mike Munrow）
- 格蕾丝·帕尔玛（Grace Palma）飾演薩爾瑪·貝利（Salma Bailey）
- 玛丽莎·贝伦森（英语：Marisa Berenson）[4]飾演貴族女人
- 约翰·查尔斯·阿吉拉尔（John Charles Aguilar）飾演劊子手
- 亚历山大·塞蒂内里（Alexander Settineri）飾演瑞奇·蒙羅（Richie Munrow）
- 麥可·加爾薩（英语：Michael Garza）飾演尚（Juan）

## 制作
电影于2022年2月至7月在法国埃松省的虚拟制片基地拍摄，2022年6月在美国新泽西州紐華克实景拍摄。

## 发行
电影入选第80屆威尼斯影展主竞赛单元，争夺金獅獎，2023年8月31日全球首映。阿波罗电影发行和欧罗巴影业负责电影在法国发行的工作，定档2023年9月27日上映。电影原本计划在2023年4月19日上映，但由于2023年2月在柏林国际电影节获得买家的好评，故推迟发行计划，以便在秋季的影展上进行首映。

## 反响

### 专业评价
爛番茄打出46%的腐烂度（13条评价），平均得分仅为4.7/10。

### 奖项
| 年份 | 大奖             | 奖项   | 获得者    | 结果 | 参考资料 |
| ---- | ---------------- | ------ | --------- | ---- | -------- |
| 2023 | 第80屆威尼斯影展 | 金獅獎 | 吕克·贝松 | 提名 | [ 13 ]   |